# Kaitoa scaphandroides
Kaitoa scaphandroides is een slakkensoort uit de familie van de Scaphandridae. De wetenschappelijke naam van de soort is voor het eerst geldig gepubliceerd in 1951 door A. W. B. Powell.